# Castillo de la Peña Felizana
El castillo de la Peña Felizana se encuentra localizado en lo alto de la población en el municipio español de la provincia de Zaragoza de Sos del Rey Católico.

## Historia
Sancho Abarca repobló el lugar en 908. Tras su conquista y durante los siglos X al XII fue una posición fortificada en la frontera con los musulmanes. Perteneció a la Corona de Navarra entre los años 1006 a 1054, durante el reinado de Sancho el Mayor y posteriormente, con la creación del Reino de Aragón, Ramiro I lo incorporó al nuevo reino, constituyendo a partir de entonces una plaza fuerte frente a Navarra. Se sabe que Ramiro II el Monje construyó la torre del castillo. En 1288 Alfonso II de Aragón tuvo que entregarla a los unionistas y en 1364 Carlos II de Navarra suscribió aquí los acuerdos de Binéfar.
Durante la Guerra de Sucesión tomó partido por el bando de Felipe de Borbón, por lo que, al acabar la guerra, este dio el privilegio a la villa de portar en su escudo la flor de lis.

## Descripción
La villa de Sos se asienta sobre un elevado espolón, convirtiendo esta en una fortaleza natural. En ella destacan dos promontorios, uno de ellos denominado Peña Felizana, donde se encuentra esta fortaleza y el otro donde se encuentra el palacio de los Sada.
Parece ser que el castillo se construyó entre 1134-1137. Está compuesto de un recinto amurallado de pequeñas dimensiones y de planta irregular, del que se conservan algunos lienzos de muralla y en uno de sus extremos una torre circular con saeteras. En el centro se yergue la torre del homenaje, de planta cuadrada de unos 6 metros de lado, construida en sillería y rematada con almenas. La puerta de acceso da al patio y es un arco de medio punto con dovelas.
En la explanada se han hecho excavaciones en las que han aparecido restos de algunas dependencias y muros.

## Catalogación
El Castillo de la Peña Felizana está inscrito en el Registro Aragonés de Bienes de Interés Cultural al estar incluido dentro de la relación de castillos considerados Bienes de Interés Cultural, en virtud de lo expuesto en la disposición adicional segunda de la Ley 3/1999, de 10 de marzo, del Patrimonio Cultural Aragonés. Este listado fue publicado en el Boletín Oficial de Aragón del 22 de mayo de 2006.